# Anguria di Siracusa
L'anguria di Siracusa o zuccherino è una pianta (Citrullus lanatus) della famiglia delle cucurbitaceae. Il frutto, chiamato in siciliano muluni o mellone,  è un prodotto tradizionale siciliano inserito nella lista dei prodotti agroalimentari tradizionali italiani (P.A.T) del Ministero delle politiche agricole alimentari e forestali (Mipaaf).

## Caratteristiche
Il frutto ha una forma ovale allungata con una buccia che alterna striature verde chiaro e verde scuro. L'interno presenta una polpa rossa, soda e croccante in cui sono presenti i piccoli semi di colore marrone scuro o neri. A maturazione l'anguria di Siracusa pesa fra i sette e i dieci chili.
È uno dei frutti più dissetanti in assoluto grazie all'altissima percentuale d'acqua contenuta (95,3%). Il sapore dolce per cui è famosa l'anguria di Siracusa, non dipende dagli zuccheri ma da particolari e caratteristiche sostanze aromatiche. È un frutto con una buona presenza di vitamina A, vitamina C e potassio.

## Coltivazione
L'anguria di Siracusa è una varietà medio-precoce ma molto produttiva e resistente sia alle malattie che al trasporto. Preferisce il clima temperato caldo e asciutto resistendo agli eccessivi caldi tipici della Sicilia e della zona di Siracusa. Deve essere irrigata abbondantemente preferendo terreni ricchi di sostanze organiche ma profondi e permeabili. Si semina in febbraio nelle serre oppure in aprile/maggio nei campi. La raccolta avviene durante il periodo estivo, man mano che i frutti raggiungono la maturazione, ovvero quando il viticcio del peduncolo si stacca o si secca. Commercialmente si trova da maggio (primizie) a settembre (tardive).

## Consumo
Si consuma fresca e viene spesso unita ad altri frutti nella preparazione di macedonie. Tipico in Sicilia l'uso per la preparazione del gelo di mellone (gelo d'anguria). Tradizionale in Sicilia anche la preparazione di granite, gelati e sorbetti a base di anguria. Viene inoltre usata per la preparazione di marmellate, confetture, dolci.